# Novo Selo Okičko
Novo Selo Okičko is een plaats in de gemeente Klinča Sela in de Kroatische provincie Zagreb. De plaats telt 121 inwoners (2001).